# Almonacid de Zorita
Almonacid de Zorita település Spanyolországban, Guadalajara tartományban. Almonacid de Zorita Albalate de Zorita, Pastrana, Saceda-Trasierra, Sayatón, Zorita de los Canes, Buendía, Illana és Puebla de Don Francisco községekkel határos. Lakosainak száma 659 fő (2024).

## Népesség
A település lakosságának változását az alábbi diagram mutatja:
| Lakosok száma | 860  | 826  | 799  | 801  | 806  | 740  | 751  | 685  | 694  | 659  |
|               | 2001 | 2004 | 2006 | 2009 | 2011 | 2014 | 2016 | 2019 | 2021 | 2024 |